# Ayerrerenge jezik
Ayerrerenge jezik (ISO 639-3: axe; isto i Aroinga, Bulamu, Bulanja, Bulanu, Jarionga, Jaroinga, Jurangka, Manda, Pulanja, Yaringa, Yaroinga, Yarroinga, Yarrowin, Yorrawinga, Yorrowinga, Yuruwinga), danas izumrli jezik koji se govorio u Queenslandu, Australija u Urandangi, Bathurstu, Headingly (Headingly Station), sjeverno do Lake Nash Stationa i Barkly Downsa, istočno prema Mount Isa, zapadno do Mount Hogartha i Argadargada.
Pripada podskupini arandskih jezika, porodica pama-nyunga. Nije poznato kada je umro posljednji govornik ovog jezika, a priznat je tek 3. veljače 2012. godine